# マイケル・ファルケスガード
マイケル・アクセル・バタイカン・ファルケスガード（デンマーク語: Michael Aksel Bataican Falkesgaard, 1991年4月9日 - ）は、デンマーク出身のフィリピン代表サッカー選手。タイ・リーグ1のバンコク・ユナイテッドFC所属。ポジションはゴールキーパー。
フィリピンとデンマークの二重国籍であり、ミカエル・ファルケスゴーアと表記されることもあるが、本記事での表記は本人の発音に従うものとする。

## 来歴
コペンハーゲン近郊のカストラップでデンマーク人の父親とフィリピン人の母親の元に生まれる。父や兄の影響でサッカーを始め、5歳の頃に地元のカストラップBKのユースアカデミーに加入する。幼少期のヒーローはピーター・シュマイケルであった。

### クラブ
2010年、ブレンビーIFでプロ選手としてデビューする。2015年にオーデンセBKに移籍して正GKの地位を得るが、数試合で前十字靭帯損傷の重傷を負ってしまった。負傷からの復帰後にFCミッティランに移籍したがプレイの機会は得られなかった
。
2018年1月、ファルケスガードはタイ・リーグ1のバンコク・ユナイテッドFCに移籍し、ASEAN選手として登録された。加入最初のシーズンに11試合クリーンシートを記録して、リーグ2位の成績に貢献した。

### 代表歴
ファルケスガードはデンマークの世代別代表（U-18やU-20）でのプレイ経験があるが、A代表は母親の祖国であるフィリピンを選択。2018年3月に初招集された。
2018 AFFスズキカップのメンバーにも選ばれ、グループステージの東ティモール戦、タイ戦、インドネシア戦の3試合に出場。さらに準決勝のベトナム戦の1stレグにも出場したが2ndレグは負傷欠場し、フィリピン代表は準決勝で敗退した。
ニール・エザリッジが代表に参加せず、当面クラブでのプレイに専念することにしたため、ファルケスガードがAFCアジアカップ2019を戦うフィリピン代表の正GKとなった。